# Luka Reischl
Luka Reischl (* 10. Jänner 2004 in Schwarzach im Pongau) ist ein österreichischer Fußballspieler.

## Karriere

### Verein
Reischl begann seine Karriere beim UFC Altenmarkt, wechselte jedoch zur Saison 2012/13 zum UFC Radstadt. Später zur Saison 2014/15 schloss er sich dem SK Bischofshofen an. In der Saison 2015/16 kam er in die Jugend des FC Red Bull Salzburg, bei dem er ab der Saison 2018/19 auch in der Akademie spielte.
Im September 2020 debütierte er für das Farmteam FC Liefering in der 2. Liga, als er am dritten Spieltag der Saison 2020/21 gegen den FC Wacker Innsbruck in der 89. Minute für Maurits Kjærgaard eingewechselt wurde. Für Liefering kam er in viereinhalb Jahren zu 103 Zweitligaeinsätzen, in denen er 20 Tore erzielte. Damit wurde er zum Rekordspieler des Salzburger Farmteams.
Nachdem er den Sprung in die Bundesligamannschaft nicht geschafft hatte, wechselte Reischl im Jänner 2025 leihweise in die Niederlande zum Zweitligisten ADO Den Haag. Nach sieben Einsätzen für Den Haag in der Eerste Divisie, in denen er vier Tore erzielte, wurde Reischl im April 2025 fest von den Niederländern verpflichtet.

### Nationalmannschaft
Reischl spielte im Oktober 2018 erstmals für eine österreichische Jugendnationalauswahl. Im Oktober 2020 debütierte er gegen Slowenien im U-17-Team und erzielte in jenem Spiel auch den Treffer zum 1:0-Endstand. Im September 2021 debütierte er gegen Tschechien für die U-18-Mannschaft.
Im September 2022 gab er gegen Litauen sein Debüt für die U-19-Auswahl. Im Juni 2024 spielte er gegen Schottland erstmals im U-21-Team.

## Sonstiges
2021 war er eines von sechzig Talenten der „Next Generation“-Liste von The Guardian.